# 이주원 (배우)
이주원(1976년 12월 24일 ~ )은 대한민국의 배우이다.

## 학력
- 부산예술문화대학 연극과 (졸업)

## 출연작

### 영화
- 《범죄도시 2》 (2022년) - 박창수 역 (주 호치민 대한민국 총 영사관) (첫 천만영화)
- 《비광》 (2021년)
- 《그대 너머에》 (2021년) - 박 대표 역
- 《빛과 철》 (2021년) - 형주 역
- 《나는 나를 해고하지 않는다》 (2021년) - 평가관 역
- 《낙원의 밤》 (2021년) - 양 사장 수하 역
- 《세자매》 (2021년) - 호빵아재 역
- 《애비규환》 (2020년) - 최선생 C 역
- 《젊은이의 양지》 (2020년) - 오 상무 역
- 《호텔 레이크》 (2020년) - 오석현 역
- 《82년생 김지영》 (2019년) - 정 과장 역
- 《판소리 복서》 (2019년) - 임 관장 역
- 《퍼펙트맨》 (2019년) - 요양원 의사 역
- 《우리집》 (2019년) - 민호 역
- 《우상》 (2019년) - 강 형사 역
- 《히치하이크》 (2019년) - 서울병원 의사 역
- 《이월》 (2019년) - 진규 역
- 《마녀》 (2018년) - 성 사장 역
- 《링거링》 (2018년)
- 《마약왕》 (2018년) - 백운창중정요원 3 역
- 《해피뻐스데이》 (2017년) - 성일 역
- 《브이아이피》 (2017년) - 형사 9 역
- 《장산범》 (2017년) - 정수 역
- 《혼자》 (2016년) - 수민 역
- 《꿈보다 해몽》 (2015년) - 감독 / 관리인 역
- 《쉘터》 (2015년)

### 드라마
- 《의사요한》 (2019년, SBS) - 최승원 역
- 《스토브리그》 (2019년, SBS)
- 《비밀의 숲 2》 (2020년, tvN)
- 《미씽: 그들이 있었다》 (2020년, OCN) - 박영호 역
- 《낮과 밤》 (2020년, tvN) - 남우천 역
- 《런 온》 (2020년, JTBC)
- 《트레이서》 (2022년, MBC)
- 《별똥별》 (2022년, tvN) - 양영기 역
- 《나를 사랑하지 않는 X에게》 (2022년, TVING)
- 《모범가족》 (2022년, Netflix)
- 《미씽 : 그들이 있었다 2》 (2022년, tvN) - 박영호 역 (12회 특별 출연)
- 《패밀리》 (2023년, tvN) - 임재열 역
- 《이로운 사기》 (2023년, tvN) - 최서람 역
- 《아라문의 검》 (2023년, tvN) - 연발 역
- 《정신병동에도 아침이 와요》 (2023년, Netflix) - 김성식의 직장상사 역
- 《열혈사제 2》 (2024년, SBS) - 현우철 역

### 연극
- 《환도열차》 - 제이슨 양 역
- 《황금연못》 - 찰리 마틴 역
- 《가든》 - 아버지 (박대식) 역
- 《장롱속의 바다》 - 재영 역
- 《딱 일주일만 만나줘》 - 폴 역
- 《노이즈 오프》 - 무대감독 역
- 《878미터의 봄》 - 동구 역
- 《너와 함께라면》 - 남자친구 역
- 《이형사님 수사법》 - 강력1반 구참형사 박형사 역
- 《비계덩어리》 - 이춘삼 역
- 《극단 사다리 꼬방꼬방》
- 《폭풍의 언덕》 - 힌들리 언쇼 역
- 《다락방》
- 《경남 창녕군 길곡면》 - 종철 역
- 《복어》 - 왕구라 역

### 뮤지컬
- 《더 스토리 오브 노틀담 드 파리》 - 콰지모도 역

## 수상 및 후보
| 연도 | 시상식                        | 부문             | 작품 | 결과 |
| ---- | ----------------------------- | ---------------- | ---- | ---- |
| 2015 | 제13회 아시아나국제단편영화제 | 단편의 얼굴상    | 쉘터 | 수상 |
| 2015 | 제20회 부산국제영화제         | 올해의 배우상    | 혼자 | 수상 |
| 2017 | 제4회 들꽃영화상              | 신인배우상       | 혼자 | 후보 |
| 2017 | 제37회 황금촬영상             | 신인남우상       | 혼자 | 수상 |
| 2017 | 제26회 부일영화상             | 신인 남자 연기상 | 혼자 | 후보 |
| 2020 | 제7회 들꽃영화상              | 조연상           | 이월 | 수상 |